# John Carradine
John Carradine, geboren als Richmond Reed Carradine (New York, 5 februari 1906 - Milaan, 27 november 1988), was een Amerikaanse acteur.

## Biografie
Hij groeide op in Peekskill in de staat New York en studeerde beeldhouwkunst. Hij kwam uiteindelijk in 1925 op het podium terecht in New Orleans, in een productie van het stuk Camille. Hierna verhuisde hij naar Los Angeles, en werkte samen als decorontwerper met regisseur Cecil B. DeMille. Hij leende zijn stem aan verschillende films voordat hij in beeld verscheen in de film Tol'able David in 1930. Hij staat op de aftiteling vermeld onder de naam Peter Richmond. In 1935 nam hij de artiestennaam John Carradine aan en liet dat twee jaar later wettigen.
Vervolgens speelde hij in een hele serie films, waaronder horrorklassieker The Black Cat uit 1934 en Bride of Frankenstein uit 1935.
In totaal speelde hij in meer dan 200 films, en geen rol was hem te klein. Eind jaren dertig speelde hij in een aantal belangrijke films van regisseur John Ford, zoals Drums Along the Mohawk (1939), Stagecoach (1939), The Grapes of Wrath (1940) en The Hound of the Baskervilles naar het verhaal van Arthur Conan Doyle in 1939. In de jaren veertig keerde hij terug in het horrorgenre, en speelde Dracula in House of Frankenstein (1944) en House of Dracula (1945). Tot zijn favoriete films behoorden Of Human Hearts (1938), waarin hij Lincoln speelde; Hitler's Madman (1943), waarin hij optrad als de nazi Reinhard Heydrich; The Adventures of Mark Twain (1944), waarin hij de rol van de schrijver Bret Harte vertolkte, en De Milles The Ten Commandments (1956). Na de oorlog speelde hij voornamelijk kleinere rollen, waaronder die van Aaron, de broer van Mozes, in The Ten Commandments en als de stommefilmacteur Ronald Bentley in de miniserie Goliath Awaits (1981).

### Privé
Hij was de zoon van William Reed Carradine (1871-1909), een correspondent van Associated Press, Genevieve Winnifred Richmond (1885-1944), een arts, en kleinzoon van de methodistische prediker en auteur Beverly Francis Carradine (1848-1931).
Carradine trad viermaal in het huwelijk, hij had vijf zonen van wie vier in zijn voetsporen traden: Bruce John (geadopteerde stiefzoon), David, Keith en Robert. Ook vier van zijn kleindochters; Calista Miranda Carradine, Martha Campbell Plimpton, Ever Dawn Carradine en Sorel Johannah Carradine; en een kleinzoon Cade Richmond Carradine werden acteur.
Dat de familie Carradine zou afstammen van San Pedro Carradegna, vermeende patroonheilige van Barcelona, zoals hij graag wilde doen geloven, is onwaarschijnlijk, al was het maar omdat er geen heilige van die naam bekend is; de patroonheilige van Barcelona is Sint-Joris (San Jordi).
- Bibsys: 4109456
- Biblioteca Nacional de España: XX1278766
- Bibliothèque nationale de France: cb122148334 (data)
- Gemeinsame Normdatei: 122061853
- International Standard Name Identifier: 0000 0001 2136 4821
- Library of Congress Control Number: n82013475
- National Archives and Records Administration: 10569812
- Nationale Bibliotheek van Tsjechië: ola2002158499
- Nationale bibliotheek van Australië: 35201054
- Nationale Bibliotheek van Israël: 987007451099705171
- Nederlandse Thesaurus van Auteursnamen: 120365235
- SNAC: w6wb36zh
- Système universitaire de documentation: 030807697
- Trove: 862356
- Virtual International Authority File: 64055908
- WorldCat: E39PBJtxmqHdQMRPkbjhCYpF8C